# 東邦工機
東邦工機株式会社（とうほうこうき、英: TOHOKOKI Co., Ltd.）は奈良県大和郡山市に本社をおく、主にHITブランドの作業工具を製造・販売する企業。

## 会社概要
東邦工機は、HITブランドの「安全で軽くて使い易い」作業工具、各種機械工具・鍛工品・金型の製造販売及び輸出入を行っている。海外市場販売に積極的な会社である。ボルトカッタ（ボルトクリッパ）・パイプレンチ・モンキーレンチについては、米連邦政府一般調達局（GSA：en: General Services Administration）のフェデラル規格（Federal specification）GGG-C（カッター類）・W（レンチ類）を満足させている。
「アクティブ-21の会」のメンバーである。

## 沿革
- 1926年（昭和元年）- 初代社長である川上清一が大阪市港区に機械部品製造会社として川上製作所を設立。
- 1934年（昭和9年）- 鍛造モンキーレンチ、パイプレンチ、スパナの製造開始。
- 1938年（昭和13年）- 東邦工機株式会社に改組・社名変更。本格的な工具専門メーカーとして発足（資本金15万円）。
- 1939年（昭和14年）- 工具鍛造及び軍需鍛造品製造会社として東邦鍛鋼株式会社を設立。
- 1951年（昭和26年）- 東邦鍛鋼株式会社を吸収合併。モンキーレンチの日本工業規格（JIS規格）表示許可取得。
- 1952年（昭和27年）- パイプレンチの日本工業規格（JIS規格）表示許可取得。
- 1957年（昭和32年）- 資本金を2,000万円に増資。
- 1958年（昭和33年）- スパナの日本工業規格（JIS規格）表示許可取得。
- 1959年（昭和34年）- 国内販売会社としてヒット商事株式会社を設立。
- 1961年（昭和36年）- 鍛造部門を独立させ、奈良県大和郡山市に東邦鍛工株式会社を設立。
- 1963年（昭和38年）- 資本金を1億円に増資。
- 1965年（昭和40年）- 本格的に輸出を開始し、世界50ヶ国以上でヒット製品が愛用されるようになる。
- 1966年（昭和41年）- ボルトクリッパ（ボルトカッタ）とめがねレンチの日本工業規格（JIS規格）表示許可取得。
- 1973年（昭和48年）- 資本金を2億円に増資。
- 1974年（昭和49年）- 資本金を3億円に増資。
- 1975年（昭和50年）- 東邦鍛工株式会社を吸収合併し、奈良工場として再編。資本金を3億2,000万円に増資。
- 1977年（昭和52年）- ボーリング工事ロッド切り専用工具開発。
- 1982年（昭和57年）- 市場の要求に応え被覆管パイプ専用パイプレンチの開発。
- 1984年（昭和59年）- 大阪市の本社工場を大和郡山市に移転し、鍛造から製品迄の一貫体制を確立。
- 1986年（昭和61年）- 五代目社長に川上平八郎が就任。
- 1992年（平成4年）- ドイツのケルンで開催された国際見本市に初めて出展し、以降毎年出展。
- 2005年（平成17年）- 環境マネジメントシステム（ISO14001）認証取得。
- 2006年（平成18年）- 中国上海市で開催された展示会に初めて出展し、本格的に中国市場開拓開始。
- 2007年（平成19年）- 品質マネジメントシステム（ISO9001）認証取得。
- 2008年（平成20年）- パイプレンチ・ボルトクリッパ（ボルトカッタ）・スパナ・めがねレンチの日本工業規格（新JISマーク）認証取得。

## 主な商品
- 工具の分野

一般作業工具、配管作業工具、電設作業工具、建設作業工具、ボーリング工具、軸受用工具、締付工具。
- 工具の種類

レンチ、プライヤ、ハンマー、工具セット、プーラー（一般）、クランプ、工具セット（配管）、カッター、ファスナー、リベッター。

## 関連会社
- ヒット商事株式会社 - 奈良県大和郡山市小泉町2500番地

- HIT Tools USA DIV. of AMERICAN PRESTO CORP. - カルフォルニア州オンタリオ